# Celeus obrieni
El carpintero del Parnaíba (Celeus obrieni) es una especie de ave piciforme de la familia de los pájaros carpinteros (Picidae). Se distribuye por el noreste de Brasil, era considerada por muchos autores como una subespecie de Celeus spectabilis y posteriormente fue descrita como especie plena.

## Antecedentes históricos
Antes de 1973, Celeus spectabilis era considerada una especie politípica, con dos subespecies descritas:
- Celeus spectabilis spectabilis, Sclater y Salvin, 1880. Se distribuía por Ecuador y Noreste de Perú.
- Celeus spectabilis exsul Bond & Meyer de Schauensee, 1941. Se distribuía por el sudeste de Perú, oeste de Brasil y norte de Bolivia.

En 1973, Lester S. Short describe una nueva subespecie, Celeus spectabilis obrieni, a partir de un solo espécimen (informado por Charles O'Brien) a quien le dedica el nombre subespecífico. El tipo era una hembra adulta, recogida el 16 de agosto de 1926 por E. Kaempfer en Iruçui, estado de Piauí, en Brasil, a una elevación 124 m s. n. m., en el Río Parnaiba. Sorprendía el hábitat en el cual Celeus obrieni fue colectado, un bosque xerófito, y se especulaba que se encontraba probablemente en la extensa región de Piauí-Maranhão.
El holotipo (espécimen solitario) de Celeus obrieni era la única base para la inclusión en las especies Celeus spectabilis en el listado de Aves de Brasil, hasta 1995, cuando el ornitólogo Andrew Whittaker, como parte de una expedición del Museo Paraense Emílio Goeldi, localizó y grabó a varios individuos que pertenecían a las características de Celeus spectabilis exsul por su plumaje en varios lugares en la cuenca superior del Río Juruá (Whittaker y Oren 1999). Todas las aves fueron encontrados en cañaverales de bambú, aledaños a los ríos, confirmando un ambiente húmedo secundario (dominado por Cecropia); los hábitats típicos en los cuales la especie se encuentra en Perú y Ecuador (e.g. Winkler y otros 1995, Parker y otros 1996, Ridgely y Greenfield 2001, Winkler y Christie 2002). Whittaker y Oren (1999), comentando respecto a la distinción de Celeus obrieni, concluyeron que la enorme separación entre las poblaciones de Celeus spectabilis, y su hábitat muy diverso, sugerían que Celeus obrieni fuera una especie plena. También sugirieron el nombre en inglés de Caatinga Woodpecker para C. obrieni, para destacar su hábitat bastante característico. Winkler y Christie (2002), sabiendo que Celeus obrieni tiene diferencias perceptiblemente en plumaje, y los datos sobre hábitat indican una distinción importante de las otras razas; consideran que es una especie plena. Estos autores afirmaban que tenía ser asumido que el taxón estaba extinto o que representa otra especie.
En 2006, el ornitólogo Advaldo Dias do Prado redescubrió esta ave, viva, en Goiatins, al nordeste del estado de Tocantins y fue posible así determinar que no estaba extinta y que era una especie diferente. Posteriormente ocurrieron nuevos registros de la especie viva, tanto en el nordeste, como en el centro y el sudeste de Tocantins y en la Sierra de Raposa, en Maranhão. Con la confirmación de la existencia y descripción de la especie, fue posible identificar como pertenecientes a ella, especímenes recolectados en Goiás en 1967 y 1988 y que se encontraban en colecciones. Los diferentes hallazgos permitieron además establecer que el hábitat de la especie son los cerrados mezclados con vegetación del género Guadua.

## Descripción
Mide 27 cm de longitud. Cabeza ferruginosa; el macho presenta copete rojo y faja malar de igual color; cuello, pecho y cola negros; alas anaranjadas ferruginosas; dorso superior amarillo escamado de negro, dorso inferior y partes inferiores color amarillento claro.

## Alimentación
Se alimenta de hormigas, principalmente de los géneros Camponotus y Azteca, que busca entre las guaduas.